# Мак-Кормик, Роберт
Роберт Мак-Кормик (Robert McCormick, 22.7.1800 — 25.10.1890) — английский натуралист и путешественник, хирург.

## Биография
Сопровождал Парри в его полярной экспедиции, позже — Росса в антарктической экспедиции. Его попытка найти Франклина в 1852—1853 гг. осталась безуспешной. Позднейшая находка Мак-Клинтока была в существенных чертах исполнением плана Мак-Кормика.

## Эпонимы
В честь Мак-Кормика Говард Саундекрс назвал новый вид поморника Stercorarius maccormicki.

## Публикации
- «Plans of Search in the Arctic Ocean»,
- «Geology of Tasmania, New Zealand, Antarctic Continent, and Isles of the South» (в приложении к «Antarctic Expedition» Росса),
- «Round the World» и др.